# 원피스: 에피소드 오브 나미 ~항해사의 눈물과 동료의 인연~
《원피스: 에피소드 오브 나미 ~항해사의 눈물과 동료의 인연~》(ONE PIECE エピソードオブナミ 〜航海士の涙と仲間の絆〜 완피스 에피소도오부나미 ~고카이시노나미다토나카마노키즈나[*])은 오다 에이치로의 만화 《원피스》를 원작으로 한 동명의 애니메이션을 스페셜 프로그램이다. 《원피스: 사막의 공주와 해적들》과 《원피스: 에피소드 오브 쵸파》에 이어 원작을 바탕으로 한 리메이크 작품이다. 대한민국에서는 2014년 1월 극장 개봉되었다.

## 한국어 더빙 제작진

### 목소리 출연
- 강수진 - 루피 役
- 정미숙 - 나미 / 꼬마 나미 役
- 김승준 - 조로 / 해설 / 미호크 役
- 김소형 - 우솝 役
- 박성태 - 상디 役
- 소연 - 로빈 役
- 이인성 - 브룩 / 하치 役
- 이주창 - 프랑키 / 의사 / 캡틴크로 役
- 김현지 - 쵸파 役
- 강구한 - 아론 役
- 김지혜 - 벨메일 役
- 차명화 - 노지코 / 꼬마 노지코 役
- 정승욱 - 겐조 役
- 김국진 - 요삭 / 장고 役
- 정재헌 - 조니 / 츄 / 샴 役
- 방성준 - 네즈미 / 크로오비 役

### 우리말 제작
- 녹음&믹싱: 박지혜, 최옥순
- 종합편집: 고재식, 김지선
- 번역: 정은
- 연출: 심정희